# Eau de cristallisation

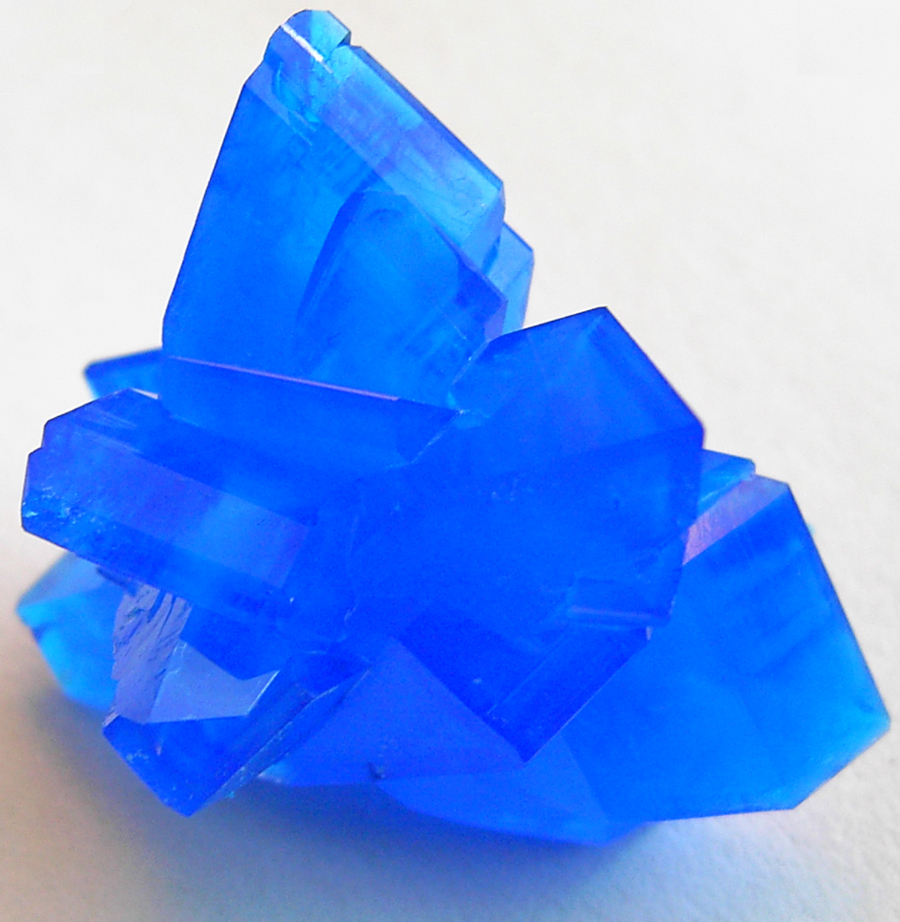
Le sulfate de cuivre(II) hydraté, bleu clair.

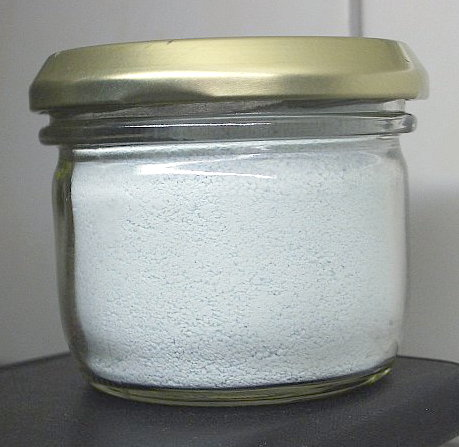
Le sulfate de cuivre(II) anhydre, blanc.

En cristallographie, l'eau de cristallisation est de l'eau présente dans les cristaux. C'est le total de la masse en eau retenue par certains sels, à une température donnée et est principalement présente dans un ratio défini (stœchiométrique). L'eau de cristallisation est nécessaire au maintien des propriétés cristallines mais peut être enlevée si l'on applique au cristal une chaleur suffisante.
Couramment, le terme « eau de cristallisation » réfère en fait à l'eau présente dans la structure cristalline d'un complexe métallique, mais qui n'est pas liée directement à l'ion métallique.
Par cristallisation à partir de l'eau ou d'un solvant contenant de l'eau, beaucoup de composés chimiques incorporent des molécules d'eau dans leur structure cristalline.
Comparés aux sels inorganiques, les protéines cristallisent avec une quantité anormalement élevée d'eau dans leur structure cristalline, une proportion de 50 % d'eau n'étant pas inhabituelle. 

## Nomenclature
Dans les formules moléculaires, l'eau de cristallisation peut être notée de diverses façons :
- « composé hydraté⋅nH2O » ou « composé hydraté×nH2O »

cette notation est utilisée quand le composé contient seulement de l'« eau de grille » ou que la structure cristalline est indéterminée. Par exemple, le chlorure de calcium : CaCl2·2H2O ;
- « composé hydraté(H2O)n »

cette notation est utilisée pour les composés formant un complexe avec l'eau. Par exemple, le chlorure de zinc : ZnCl2(H2O)4 ;
- les deux notations peuvent également être combinées, comme pour le sulfate de cuivre(II) : [Cu(H2O)4]SO4·H2O.

## Position dans la structure cristalline
Un sel avec de l'eau de cristallisation associée est connu sous le nom d'« hydrate ». La structure des hydrates peut être assez élaborée à cause de l'existence de liaisons hydrogène définissant une structure polymère,.
Historiquement, la structure de nombreux hydrates était inconnue, et la notation avec point dans la formule de l'hydrate était utilisée pour préciser la composition sans indiquer comment l'eau était liée. 
Par exemple :
- CuSO4•5H2O - sulfate de cuivre(II) pentahydraté ;
- CoCl2•6H2O - chlorure de cobalt(II) hexahydraté ;
- SnCl2•2H2O - chlorure d'étain(II) dihydraté.

Pour beaucoup de sels, la nature exacte de la liaison importe peu car les molécules d'eau sont labilisées dans le cas d'une dissolution. Par exemple, une solution préparée à partir de CuSO4•5H2O et une solution préparée à partir de CuSO4 se comportent de la même façon. Ainsi, connaître le degré d'hydratation importe uniquement pour déterminer l'équivalent : une mole de CuSO4•5H2O pèse plus qu'une mole de CuSO4. Dans certains cas, le degré d'hydratation peut être déterminant pour les propriétés chimiques associées au composé. Par exemple, le chlorure de rhodium(III) (RhCl3) anhydre n'est pas soluble dans l'eau, et est relativement inutile en chimie organométallique, alors que le composé trihydraté (RhCl3•3H2O) est lui utile dans de nombreux cas. De façon similaire, le AlCl3 hydraté est un faible acide de Lewis et est donc inactif comme catalyseur pour les réactions de Friedel-Crafts. Les échantillons de AlCl3 doivent donc être protégés de l'humidité de l'air pour empêcher la formation d'hydrates.
Les cristaux de sulfate de cuivre(II) hydratés consistent en centres de [Cu(H2O)5]2+ liés à des ions SO42−. Le cuivre est entouré par six atomes d'oxygène fournis par deux groupes sulfate et quatre molécules d'eau. Une cinquième molécule d'eau est aussi présente dans la structure mais ne se lie pas directement au cuivre. L'iodure de cobalt, lui, consiste en des centres de [Co(H2O)6]2+ liés à des ions I−. Dans le chlorure d'étain, chaque centre Sn(II) est pyramidal (c'est-à-dire que l'angle O/Cl-Sn-O/Cl est de 83°), lié à deux ions chlorure et à une molécule d'eau. La seconde molécule d'eau est liée par liaison hydrogène à un chlorure et à la molécule d'eau complexée.
Pour le chlorure de nickel(II) hexahydraté (NiCl2(H2O)6), les analyses cristallographiques révèlent que le solide consiste en des sous-unités de [trans-NiCl2(H2O)4] liées entre elles par liaisons hydrogène ainsi qu'à deux molécules d'eau. Ainsi, 1/3 des molécules du cristal n'est pas lié directement aux ions Ni2+ et peut être qualifié d'« eau de cristallisation ».
L'eau de cristallisation est stabilisée par attractions électrostatiques, ainsi les hydrates sont communs pour les sels contenant des cations +2 et +3 et des anions -2.  Dans certains cas, l'eau devient le principal contributeur de la masse du composé. Le sel de Glauber, Na2SO4(H2O)10, est un solide cristallin blanc dont plus de 50 % de la masse est celle de l'eau.